# Юпитер (литературная премия)
Юпитер (англ. Jupiter Award) — литературная премия в области научной фантастики, которая нерегулярно вручалась в период с 1974 по 1978 год в четырёх номинациях:
- Лучший роман;
- Лучшая повесть;
- Лучший рассказ;
- Лучший короткий рассказ.

Премия присуждалась преподавателями по специальности научной фантастики в высших учебных заведениях.

## Лауреаты
| Год  | Роман                                                                                | Повесть                                                                                | Рассказ                                                   | Короткий рассказ                                                     |
| ---- | ------------------------------------------------------------------------------------ | -------------------------------------------------------------------------------------- | --------------------------------------------------------- | -------------------------------------------------------------------- |
| 1974 | Свидание с Рамой (Rendezvous with Rama), Артур Кларк                                 | Праздник святого Дионисия (The Feast of St. Dionysus), Роберт Силверберг               | Птица смерти (The Deathbird), Харлан Эллисон              | Вымогатель (A Suppliant in Space), Роберт Шекли                      |
| 1975 | Обделённые (The Dispossessed), Урсула Ле Гуин                                        | Верхом на фонаре (Riding the Torch), Норман Спинрад                                    | Семнадцать девственниц (The Seventeen Virgins), Джек Вэнс | За день до революции (The Day Before the Revolution), Урсула Ле Гуин |
| 1977 | Где допоздна так сладко пели птицы (Where Late the Sweet Birds Sang), Кейт Вильгельм | Хьюстон, Хьюстон, вы слышите? (Houston, Houston, Do You Read?), Джеймс Типтри, младший | Дневник Розы (The Diary of the Rose), Урсула Ле Гуин      | Я тебя вижу (I See You), Деймон Найт                                 |
| 1978 | Наследие звёзд (A Heritage of Stars), Клиффорд Саймак                                | Во дворце марсианских царей (In the Hall of the Martian King), Джон Варли              | Шторм времени (Time Storm), Гордон Диксон                 | Джеффти пять лет (Jeffty Is Five), Харлан Эллисон                    |